# 藍道佛王國：出售魔法王國—成交！
藍道佛王國：出售魔法王國－成交！是一本1986年出版的科幻小說，作者為泰瑞·布魯克斯，是整套藍道佛王國系列的第一部。此作品將會由執導盜墓迷城系列的導演史提芬·桑馬斯改編成電影，預計於2010年於美國上演。

## 故事簡介
班原為芝加哥的一位著名律師，但因為愛妻車禍身亡，加上對司法制度的失望，令他失去的存活的意義。聖誕節前，他收到百貨公司的購物簡介，發現有人出售魔法王國，於是他便拋下芝加哥的所有事務，前往藍道佛王國。到了藍道佛王國，他發現前任國王已經去世廿載，而理應繼任的王子卻不願繼位，令王國中的魔法力漸漸消失，魔王馬克希望藉機侵占王國，在二十年期間，已經先後有38位從人世到來的國王，但他們都失敗收場。班決心接任王位，他首要的任務是要求人民歸順，他最先去到領主們的領土，但領主們要求班先驅除破壞農田的惡龍才願意承認王權。後來班又去到來自精靈界的川之主的領土，川之主又要求班能保證王國河川水流不受污染才願意歸順。最終首位向班歸順的是兩個求助的侏儒。結果班終於打敗了夜影女巫、驅趕了惡龍、又成功召喚出傳說中的騎士擊贁魔王馬克，令藍道佛王國開始恢復從前的面貌。